# Liv Ullmann
Pour les articles homonymes, voir Ullmann.
 (avril 2024).
Si vous disposez d'ouvrages ou d'articles de référence ou si vous connaissez des sites web de qualité traitant du thème abordé ici, merci de compléter l'article en donnant les références utiles à sa vérifiabilité et en les liant à la section « Notes et références ».
Liv Ullmann est une actrice, réalisatrice et scénariste norvégienne, née le 16 décembre 1938 à Tokyo (Japon).

## Biographie

### Jeunesse
Liv Johanne Ullmann naît à Tokyo d'un père ingénieur des mines. Pour échapper à la guerre, sa famille émigre d'abord au Canada, puis aux États-Unis. Les Ullmann retournent ensuite en Norvège à Trondheim, où Liv passe le reste de son enfance.

### Théâtre
Après avoir suivi des cours de théâtre à Londres, puis à Oslo, Liv Ullmann entame une carrière de comédienne, contre l'avis de sa famille semble-t-il. Elle est remarquée pour son interprétation du rôle principal dans l'adaptation théâtrale du Journal d'Anne Frank. Elle interprète également des œuvres de Brecht, Goethe et Ibsen.

### Cinéma
Au cinéma, après quelques films qui lui permettent d'acquérir une certaine notoriété, Ingmar Bergman, frappé par la ressemblance entre Liv Ullmann et Bibi Andersson, écrit pour les deux femmes le scénario de Persona. Ce film marque le début d'une longue et fructueuse collaboration : L'Heure du loup, Une passion, Scènes de la vie conjugale, Sonate d'automne, Cris et chuchotements et encore, en 2003, Sarabande.
Ullmann et Bergman vivent cinq années ensemble et, en 1966, ont une fille, Linn Ullmann, qui joue, enfant, dans certains films de son père. 
Liv Ullmann est nommée à deux reprises pour l'Oscar de la meilleure actrice : d'abord, en 1972, à la 45e cérémonie des Oscars, pour le rôle de Kristina Nilsson dans Les Émigrants (Utvandrarna) de Jan Troell ; puis, en 1976, à la 49e cérémonie des Oscars, pour le rôle du Dr Jenny Isaksson dans Face à face de Bergman.
Elle réalise plusieurs films : Sofie, qui obtient une certaine reconnaissance ; Kristin Lavransdatter, adaptation de la trilogie de la lauréate du prix Nobel, Sigrid Undset, qui est un succès en Norvège ; Entretiens privés et Infidèle, sélectionné en 2000 au festival de Cannes (ces deux derniers sur des scénarios d'I. Bergman).

### Autres
Liv Ullmann est membre d'honneur du club de Budapest.
Le 10 décembre 2010, elle participe à la cérémonie de remise du prix Nobel de la paix au Chinois Liu Xiaobo, absent car emprisonné en Chine, dont elle lit un texte.
Elle participe au documentaire Liv Ullmann - A Road Less Travelled de Dheeraj Akolkar, présenté en 2023 au festival de Cannes.

### Festivals
- 1978 : membre du jury du 31e Festival de Cannes, sous la présidence de Alan J. Pakula
- 1984 : présidente du jury du 34e festival de Berlin
- 2001 : présidente du jury du festival de Cannes en remplacement de l'actrice et réalisatrice américaine Jodie Foster
- 2008 : présidente du jury du 30e festival de Moscou

## Filmographie

### Actrice

#### Au cinéma
- 1957 : Fjols til fjells d'Edith Carlmar : silhouette, cliente d'hôtel (non créditée)
- 1959 :The Wayward girl
- 1959 : L'Échappée belle (en) (Ung flukt) d'Edith Carlmar, film également titré L'Indocile ou La Chair et le Démon (titre belge) : Gerd
- 1962 : Tonny de Per Gjersøe et Nils R. Müller : Kari
- 1962 : L'Amour sous le soleil de minuit (Kort är sommarende) de Bjarne Henning-Jensen : Eva
- 1965 : De Kalte ham Skarven de Wilfred Breistrand et Erik Folke Gustavson : Ragna
- 1966 : Natten Brod d'Arne Skouen
- 1966 : Persona d'Ingmar Bergman : Elisabet Vogler
- 1968 : L'Heure du loup (Vargtimmen) d'Ingmar Bergman : Alma Borg
- 1968 : La Honte (Skammen) d'Ingmar Bergman : Eva Rosenberg
- 1969 : An-Magritt d'Arne Skouen : An-Magritt
- 1969 : Une passion (En Passion) d'Ingmar Bergman : Anna Fromm
- 1970 : De la part des copains de Terence Young : Fabienne Martin
- 1971 : Le Visiteur de la nuit (The Night Visitor) de László Benedek : Ester Jenks
- 1971 : Les Émigrants (Utvandrarna) de Jan Troell : Kristina
- 1972 : Le Nouveau Monde (Nybyggarna) de Jan Troell : Kristina
- 1972 : Jeanne, papesse du diable (Pope Joan) de Michael Anderson : Pope Joan
- 1972 : Cris et Chuchotements (Viskningar och rop) d'Ingmar Bergman : Maria la mère
- 1973 : Les Horizons perdus (Lost Horizon) de Charles Jarrott : Catherine
- 1973 : Quarante carats de Milton Katselas : Ann Stanley
- 1974 : Zandy's Bride de Jan Troell : Hannah Lund
- 1974 : Scènes de la vie conjugale (Scener ur ett äktenskap) d'Ingmar Bergman (2h49) : Marianne
- 1974 : The Abdication d'Anthony Harvey : Christine de Suède (reine)
- 1975 : Léonor (Leonor) de Juan Luis Buñuel : Leonor
- 1976 : Face à face (Ansikte mot ansikte) d'Ingmar Bergman : Docteur Jenny Isaksson
- 1977 : Un pont trop loin (A Bridge Too Far) de Richard Attenborough : Kate ter Horst
- 1977 : L'Œuf du serpent (The Serpent's Egg) d'Ingmar Bergman : Manuela Rosenberg
- 1978 : Sonate d'automne (Höstsonaten) d'Ingmar Bergman : Eva
- 1979 : Smash (Players) d'Anthony Harvey (non créditée)
- 1980 : Richard's Things d'Anthony Harvey : Kate Morris
- 1984 : La Diagonale du fou de Richard Dembo : Marina Fromm
- 1984 : The Wild Duck de Henri Safran : Gina
- 1984 : Un printemps sous la neige (The Bay Boy) de Daniel Petrie : Jenny Campbell
- 1985 : King Kongs Faust de Heiner Stadler : non créditée
- 1986 : Pourvu que ce soit une fille (Speriamo che sia femmina) de Mario Monicelli : Elena
- 1987 : Adieu Moscou (Mosca addio) de Mauro Bolognini : Ida Nudel
- 1987 : Gaby de Luis Mandoki : Sari
- 1988 : La amiga de Jeanine Meerapfel : María
- 1989 : La Roseraie (The Rose Garden) de Fons Rademakers : Gabriele
- 1990 : Mindwalk de Bernt Amadeus Capra : Sonia Hoffman
- 1991 : Sadako and the Thousand Paper Cranes (court-métrage, 30 minutes) de George Levenson : narratrice
- 1991 : Oxen de Sven Nykvist : Maria Gustavsson
- 1992 : The Long Shadow de Vilmos Zsigmond : Katherine
- 1994 : Drømspel d'Unni Straume : vendeuse de tickets
- 1994 : Zorn de Gunnar Hellström : Emma Zorn
- 2006 : Le Poète danois (film d'animation, 15 minutes) de Torill Kove : narratrice
- 2008 : I et speil i en gåte de Jesper W. Nielsen : la grand-mère
- 2009 : Sinna mann (film d'animation, 20 minutes) d'Anita Killi : la mère (voix anglaise)
- 2012 : D'une vie à l'autre de Georg Maas : Ase Evensen

##### Voix françaises
- Évelyn Séléna dans De la part des copains : Fabienne Martin (1970)
- Arlette Thomas dans Un printemps sous la neige : Jenny Campbell (1984)
- Frédérique Cantrel dans D'une vie à l'autre : Ase Evensen (2012)

#### À la télévision
- 1963 : Onkel Vanja de Gerhard Knoop : Sonja
- 1965 : Smeltedigelen de Knut M. Hansson : Mary Warren
- 1966 : En hyggelig fyr de Arne Thomas Olsen : Mabel
- 1967 : Cocktail party de Michael Elliott : Celia
- 1973 : Scènes de la vie conjugale (Scener ur ett äktenskap) d'Ingmar Bergman (5 premiers épisodes sur les 6, 4h43) : Marianne
- 1975 : La Flûte enchantée (Trollflöjten) d'Ingmar Bergman : une femme dans le public (non créditée)
- 1979 : Fruen fra havet de Per Bronken : Ellida Wangel
- 1980 : Die Frau vom Meere de Per Bronken
- 1983 : Le Prisonnier de Linda Yellen : Mrs. Jacobo Timerman (Prisoner Without a Name, Cell Without a Number)
- 1983 : Jenny (3 épisodes) de Per Bronken : Jenny
- 1988 : Les Indifférents (Gli indifferenti) de Mauro Bolognini : Maria Grazia
- 2003 : Sarabande (Saraband) d'Ingmar Bergman : Marianne

### Réalisatrice
- 1982 : Love, également scénariste
- 1992 : Sofie, également scénariste
- 1995 : Kristin Lavransdatter, également scénariste
- 1996 : Lumière et Compagnie, film documentaire collectif pour fêter le centenaire du cinéma
- 1996 : Entretiens privés (Enskilda samtal), téléfilm
- 2000 : Infidèle (Trolösa)
- 2014 : Mademoiselle Julie (Miss Julie), également scénariste

## Théâtre

### Actrice
- 1975 : Une maison de poupée d'Henrik Ibsen, Vivian Beaumont Theatre, Broadway : Nora Helmer
- 1977 : Anna Christie d'Eugene O'Neill, Imperial Theatre, Broadway : Anna Christopherson
- 1979 : I Remember Mama  de John Van Druten et Kathryn Forbes, Majestic Theatre, Broadway : Mama
- 1982 : Les Revenants d'Henrik Ibsen, Brooks Atkinson Theatre, Broadway : Mrs. Helen Alving
- 2019 : Liv (seule en scène)
- 2021 : The American Moth, d'Alan Lucien Øyen et Andrew Wale, Grieghallen, Norvège

### Metteur en scène
- 2009 : Un tramway nommé désir, Sydney Theatre Company (avec Cate Blanchett)

## Distinctions

### Décoration
- Commandeur avec étoile de l'ordre de Saint-Olaf (2005)

### Prix
- Festival international du film de San Sebastián 1988 : prix de la meilleure actrice pour La amiga
- Amanda Awards (Norvège) 1992 : prix d'honneur
- Festival des films du monde de Montréal 1995 : grand prix spécial des Amériques pour son exceptionnelle contribution à l'art cinématographique, à la fois en tant qu'actrice et en tant que réalisatrice, à l'occasion de la présentation de Kristin Lavransdatter
- Festival international du film de Copenhague 2003 : prix pour l'ensemble de sa carrière
- Prix du cinéma européen 2004 : European Award d'honneur - Contribution européenne au cinéma mondial
- Festival international du film de Karlovy Vary (République tchèque) 2005 : prix pour sa contribution artistique exceptionnelle au cinéma mondial
- David di Donatello : prix de la meilleure actrice pour Adieu Moscou (Mosca addio) en 1987 ; prix de la meilleure actrice étrangère pour Scènes de la vie conjugale en 1975 et Sonate d'automne en 1977 ; David spécial pour Cris et chuchotements en 1974, aux côtés d'Ingrid Thulin, Harriet Andersson et Kari Sylwan
- Golden Globe 1971 : prix de la meilleure actrice pour Les Émigrants.
- Mostra de Venise 1980 : prix Pasinetti pour Richard's Things.
- Oscar d'honneur 2022 (remis le 22 janvier 2022)

### Nominations
- Oscar du cinéma : nominations dans la catégorie meilleure actrice pour Les Émigrants en 1973 et pour Face à face en 1977

### Hommage
- L'astéroïde (96327) Ullmann porte son nom.

## Publication
- Devenir (trad. Nina Godneff) , Stock, Paris, 1977  (ISBN 2234007038)